# Llista de topònims de Copons
Llista de topònims (noms propis de lloc) del municipi de Copons, a l'Anoia
Informació actualitzada per un bot. Els canvis manuals es perdran quan s'actualitzi!

## cabana
| imatge | Nom                | Ubicat a | instància de | Detalls | coordenades                                                                                                  | Protecció | Commons (més fotos) | Dades a WD                    |
| ------ | ------------------ | -------- | ------------ | ------- | --- | --------- | ------------------- | ----------------------------- |
|        | Corral Blanc       | Copons   | cabana       |         | 41° 38′ 02″ N, 1° 30′ 07″ E / 41.6340003903828°N,1.50184219124853°E ca:Camí de la Serra de Coma-Rúbia, 08289 |           |                     | Modifica les dades a Wikidata |
|        | corral del Bep     | Copons   | cabana       |         | 41° 38′ 11″ N, 1° 30′ 06″ E / 41.6364492079143°N,1.50176145841213°E ca:Cal Domènech-Vinya del Bep, 08289     |           |                     | Modifica les dades a Wikidata |
|        | corral del Cabeça  | Copons   | cabana       |         | 41° 37′ 58″ N, 1° 31′ 57″ E / 41.6328193733444°N,1.53247149587223°E                                          |           |                     | Modifica les dades a Wikidata |
|        | corral del General | Copons   | cabana       |         | 41° 38′ 39″ N, 1° 31′ 09″ E / 41.6442207720626°N,1.51902842418141°E ca:El Morinyol, 08289                    |           |                     | Modifica les dades a Wikidata |
|        | corral del Llobet  | Copons   | cabana       |         | 41° 39′ 01″ N, 1° 27′ 37″ E / 41.6504121515412°N,1.46036808678926°E ca:Pla del Llobet, 08289                 |           |                     | Modifica les dades a Wikidata |

## casa
| imatge | Nom                           | Ubicat a | instància de | Detalls                                  | coordenades                                                                      | Protecció                                  | Commons (més fotos)           | Dades a WD                    |
| ------ | ----------------------------- | -------- | ------------ | ---------------------------------------- | -------------------------------------------------------------------------------- | ------------------------------------------ | ----------------------------- | ----------------------------- |
|        | ca l'Estany                   | Copons   | casa         | Estil: arquitectura barroca 18th century | 41° 38′ 12″ N, 1° 31′ 01″ E / 41.63669°N,1.51698°E ca:Carrer del Raval 422 msnm  | bé integrant del patrimoni cultural català | Ca l'Estany (Copons)          | Modifica les dades a Wikidata |
|        | cal Mestre                    | Copons   | casa         | Estil: arquitectura barroca 18th century | 41° 38′ 08″ N, 1° 31′ 06″ E / 41.635633°N,1.518444°E ca:C. Vilanova, 24 423 msnm | bé integrant del patrimoni cultural català | Cal Mestre (Copons)           | Modifica les dades a Wikidata |
|        | cal Poldo                     | Copons   | casa         | Estil: arquitectura barroca 18th century | 41° 38′ 14″ N, 1° 31′ 04″ E / 41.637184°N,1.517715°E ca:Pl. Ramon Godó 424 msnm  | bé integrant del patrimoni cultural català | Cal Poldo                     | Modifica les dades a Wikidata |
|        | casa al carrer Pere Paloma, 1 | Copons   | casa         | Estil: arquitectura popular              | 41° 38′ 11″ N, 1° 31′ 06″ E / 41.636366°N,1.518202°E                             | bé integrant del patrimoni cultural català | Casa al carrer Pere Paloma, 1 | Modifica les dades a Wikidata |

## creu de terme
| imatge | Nom                   | Ubicat a | instància de  | Detalls      | coordenades                                                                                    | Protecció                                  | Commons (més fotos)     | Dades a WD                    |
| ------ | --------------------- | -------- | ------------- | ------------ | ---------------------------------------------------------------------------------------------- | ------------------------------------------ | ----------------------- | ----------------------------- |
|        | creu de terme         | Copons   | creu de terme | 20th century | 41° 38′ 11″ N, 1° 31′ 09″ E / 41.63649°N,1.51917°E ca:Destruïda i retirada del seu emplaçament | bé integrant del patrimoni cultural català | Creu de terme de Copons | Modifica les dades a Wikidata |
|        | creu del Pla de Missa | Copons   | creu de terme | 1900         | 41° 38′ 11″ N, 1° 31′ 08″ E / 41.63643°N,1.51893°E ca:Pla de Missa, 08289                      |                                            |                         | Modifica les dades a Wikidata |

## curs d'aigua
| imatge | Nom                | Ubicat a                                                    | instància de | Detalls                                        | coordenades | Protecció | Commons (més fotos) | Dades a WD                    |
| ------ | ------------------ | ----------------------------------------------------------- | ------------ | ---------------------------------------------- | --- | --------- | ------------------- | ----------------------------- |
|        | Anoia              | Anoia Baix Llobregat Alt Penedès                            | curs d'aigua | Desemboca: Llobregat Llarg: 64km Conca: 929km² | 41° 28′ 43″ N, 1° 56′ 06″ E / 41.4785217°N,1.9351196°E                                                                             |           | Anoia River         | Modifica les dades a Wikidata |
|        | Riera Gran         | els Prats de Rei Veciana Copons                             | curs d'aigua | Desemboca: riera de Veciana                    | 41° 42′ 34″ N, 1° 30′ 44″ E / 41.7095°N,1.51215°E                                                                                  |           |                     | Modifica les dades a Wikidata |
|        | riera de Sant Pere | Sant Pere Sallavinera els Prats de Rei Veciana Copons Rubió | curs d'aigua | Desemboca: riera de Veciana                    | 41° 44′ 47″ N, 1° 32′ 34″ E / 41.74630694444444°N,1.5428419444444446°E 41° 38′ 01″ N, 1° 31′ 06″ E / 41.63355388888889°N,1.51845°E |           |                     | Modifica les dades a Wikidata |
|        | riera de Veciana   | Veciana Copons Jorba                                        | curs d'aigua | Desemboca: Anoia                               | |           |                     | Modifica les dades a Wikidata |

## església
| imatge | Nom                   | Ubicat a | instància de | Detalls                      | coordenades | Protecció                                  | Commons (més fotos)   | Dades a WD                    |
| ------ | --------------------- | -------- | ------------ | ---------------------------- | --- | ------------------------------------------ | --------------------- | ----------------------------- |
|        | Sant Pere de Comalats | Copons   | església     | Estil: arquitectura romànica | 41° 39′ 00″ N, 1° 31′ 42″ E / 41.6501°N,1.52841°E ca:Camí que surt de la carretera de Calaf a Jorba, km 21 520 msnm | bé integrant del patrimoni cultural català | Sant Pere de Comalats | Modifica les dades a Wikidata |
|        | Santa Maria de Copons | Copons   | església     | Estil: barroc 1754           | 41° 38′ 12″ N, 1° 31′ 08″ E / 41.63666°N,1.51894°E ca:Plaça de l'Església                                           | bé integrant del patrimoni cultural català | Santa Maria de Copons | Modifica les dades a Wikidata |

## masia
| imatge | Nom                  | Ubicat a | instància de | Detalls                     | coordenades | Protecció                                  | Commons (més fotos) | Dades a WD                    |
| ------ | -------------------- | -------- | ------------ | --------------------------- | --- | ------------------------------------------ | ------------------- | ----------------------------- |
|        | Ca l'Arnau           | Copons   | masia        |                             | 41° 38′ 31″ N, 1° 29′ 33″ E / 41.64181°N,1.49256°E                                                                        |                                            |                     | Modifica les dades a Wikidata |
|        | Cal Bacardit         | Copons   | masia        |                             | 41° 39′ 20″ N, 1° 31′ 54″ E / 41.6554899678888°N,1.53178875198113°E                                                       |                                            |                     | Modifica les dades a Wikidata |
|        | Cal Bargués          | Copons   | masia        |                             | 41° 38′ 58″ N, 1° 28′ 17″ E / 41.64957555389°N,1.4713632385144°E ca:Pla del Bargués, 27, 08289                            |                                            |                     | Modifica les dades a Wikidata |
|        | Cal Bonastre         | Copons   | masia        |                             | 41° 40′ 21″ N, 1° 31′ 44″ E / 41.6725927626864°N,1.52887738921371°E                                                       |                                            |                     | Modifica les dades a Wikidata |
|        | Cal Cansat           | Copons   | masia        |                             | 41° 39′ 38″ N, 1° 32′ 47″ E / 41.6605227650283°N,1.54650755185266°E                                                       |                                            |                     | Modifica les dades a Wikidata |
|        | Cal Capcir           | Copons   | masia        |                             | 41° 39′ 13″ N, 1° 26′ 46″ E / 41.653739353196°N,1.4460454380155°E                                                         |                                            |                     | Modifica les dades a Wikidata |
|        | Cal Carreres         | Copons   | masia        |                             | 41° 38′ 21″ N, 1° 29′ 49″ E / 41.639103292583°N,1.4968244560486°E                                                         |                                            |                     | Modifica les dades a Wikidata |
|        | Cal Fegó             | Copons   | masia        |                             | 41° 38′ 07″ N, 1° 29′ 41″ E / 41.6352662299848°N,1.49463333468873°E                                                       |                                            |                     | Modifica les dades a Wikidata |
|        | Cal Manset           | Copons   | masia        |                             | 41° 38′ 25″ N, 1° 32′ 10″ E / 41.6404121137192°N,1.53599733490537°E                                                       |                                            |                     | Modifica les dades a Wikidata |
|        | Cal Martí            | Copons   | masia        |                             | 41° 38′ 42″ N, 1° 32′ 02″ E / 41.644986472297°N,1.5339113031062°E                                                         |                                            |                     | Modifica les dades a Wikidata |
|        | Cal Ponç             | Copons   | masia        |                             | 41° 39′ 09″ N, 1° 27′ 48″ E / 41.6523868906244°N,1.46322724911263°E                                                       |                                            |                     | Modifica les dades a Wikidata |
|        | Cal Queta            | Copons   | masia        | 1786                        | 41° 39′ 30″ N, 1° 31′ 01″ E / 41.6583262185169°N,1.51698778492911°E ca:Serra de cal Queta-Camí ral de Calaf, 08289        |                                            |                     | Modifica les dades a Wikidata |
|        | Cal Remigot          | Copons   | masia        |                             | 41° 39′ 10″ N, 1° 32′ 31″ E / 41.6528618435755°N,1.54184010832838°E                                                       |                                            |                     | Modifica les dades a Wikidata |
|        | Cal Salvadoret       | Copons   | masia        |                             | 41° 38′ 27″ N, 1° 29′ 34″ E / 41.6407735217999°N,1.492884206377°E                                                         |                                            |                     | Modifica les dades a Wikidata |
|        | Cal Tresó            | Copons   | masia        |                             | 41° 38′ 27″ N, 1° 31′ 11″ E / 41.6407815902424°N,1.51983961055164°E ca:Clot del Morinyol-Carretera C-1412z, 08289         |                                            |                     | Modifica les dades a Wikidata |
|        | Cal Vilella          | Copons   | masia        |                             | 41° 38′ 58″ N, 1° 30′ 35″ E / 41.649380223461°N,1.50985579424634°E                                                        |                                            |                     | Modifica les dades a Wikidata |
|        | Can Basí             | Copons   | masia        |                             | 41° 39′ 04″ N, 1° 27′ 56″ E / 41.6511478102308°N,1.46553838601798°E                                                       |                                            |                     | Modifica les dades a Wikidata |
|        | Can Closa            | Copons   | masia        |                             | 41° 37′ 44″ N, 1° 31′ 01″ E / 41.6288984828104°N,1.516810205133°E                                                         |                                            |                     | Modifica les dades a Wikidata |
|        | Can Vidal            | Copons   | masia        |                             | 41° 40′ 04″ N, 1° 31′ 55″ E / 41.6678755492907°N,1.53187969667649°E                                                       |                                            |                     | Modifica les dades a Wikidata |
|        | Casa Nova            | Copons   | masia        |                             | 41° 38′ 22″ N, 1° 29′ 23″ E / 41.6393105360475°N,1.48984459460703°E                                                       |                                            |                     | Modifica les dades a Wikidata |
|        | Caseta del Sec       | Copons   | masia        |                             | 41° 37′ 53″ N, 1° 31′ 22″ E / 41.6315061127785°N,1.52276504121561°E                                                       |                                            |                     | Modifica les dades a Wikidata |
|        | Mas Lloretó          | Copons   | masia        | Estil: arquitectura popular | 41° 39′ 10″ N, 1° 30′ 19″ E / 41.652906°N,1.505241°E ca:Mas Lloretó-Camí de la Roda, 08289                                | bé integrant del patrimoni cultural català | Mas Lloretó         | Modifica les dades a Wikidata |
|        | Torre dels Hereus    | Copons   | masia        | 18th century                | 41° 39′ 01″ N, 1° 26′ 31″ E / 41.6502914739272°N,1.44205772994614°E ca:Solà de la Torre, 08289                            |                                            |                     | Modifica les dades a Wikidata |
|        | el Gelabert          | Copons   | masia        |                             | 41° 38′ 38″ N, 1° 30′ 42″ E / 41.6439729510279°N,1.51169749069229°E ca:Ctra. a Veciana, km. 1. Trencall a mà dreta        |                                            |                     | Modifica les dades a Wikidata |
|        | el Nocs              | Copons   | masia        |                             | 41° 37′ 38″ N, 1° 31′ 05″ E / 41.6273309211201°N,1.5181786350936°E                                                        |                                            |                     | Modifica les dades a Wikidata |
|        | el Serill            | Copons   | masia        |                             | 41° 39′ 13″ N, 1° 32′ 00″ E / 41.6537072086495°N,1.53324635053082°E                                                       |                                            |                     | Modifica les dades a Wikidata |
|        | el Torrà de la Masia | Copons   | masia        |                             | 41° 38′ 39″ N, 1° 30′ 30″ E / 41.6440453378812°N,1.5082496565872°E                                                        |                                            |                     | Modifica les dades a Wikidata |
|        | la Roquera           | Copons   | masia        |                             | 41° 38′ 16″ N, 1° 30′ 38″ E / 41.6378153018544°N,1.51054250611271°E                                                       |                                            |                     | Modifica les dades a Wikidata |
|        | les Vinyes           | Copons   | masia        |                             | 41° 37′ 30″ N, 1° 31′ 34″ E / 41.6249008765869°N,1.52602488710373°E ca:Pla de les Vinyes-Carretera C-1412a, km. 54, 08289 |                                            |                     | Modifica les dades a Wikidata |

## molí d'aigua
| imatge | Nom                              | Ubicat a | instància de | Detalls                                  | coordenades | Protecció                                  | Commons (més fotos)          | Dades a WD                    |
| ------ | -------------------------------- | -------- | ------------ | ---------------------------------------- | --- | ------------------------------------------ | ---------------------------- | ----------------------------- |
|        | Molí Nou                         | Copons   | molí d'aigua | Estil: arquitectura popular              | | bé integrant del patrimoni cultural català |                              | Modifica les dades a Wikidata |
|        | Molí Torre de la Masia           | Copons   | molí d'aigua | Estil: arquitectura popular              | 41° 38′ 50″ N, 1° 30′ 39″ E / 41.647108°N,1.510739°E                                                                     | bé integrant del patrimoni cultural català | Molí Torre de la Masia       | Modifica les dades a Wikidata |
|        | Molí de Baix del Mas Lloretó     | Copons   | molí d'aigua | Estil: arquitectura popular              | 41° 39′ 08″ N, 1° 30′ 18″ E / 41.652125°N,1.505027°E                                                                     | bé integrant del patrimoni cultural català |                              | Modifica les dades a Wikidata |
|        | Molí de Dalt de Copons           | Copons   | molí d'aigua | Estil: arquitectura popular              | 41° 38′ 16″ N, 1° 30′ 53″ E / 41.637736°N,1.514612°E                                                                     | bé integrant del patrimoni cultural català | Molí de Dalt de Copons       | Modifica les dades a Wikidata |
|        | Molí de Dalt del del Mas Lloretó | Copons   | molí d'aigua | Estil: arquitectura popular              | 41° 39′ 10″ N, 1° 30′ 17″ E / 41.65279°N,1.50485°E                                                                       | bé integrant del patrimoni cultural català | Molí de Dalt del Mas Lloretó | Modifica les dades a Wikidata |
|        | Molí del Gelabert                | Copons   | molí d'aigua | Estil: arquitectura popular 17th century | 41° 38′ 39″ N, 1° 30′ 39″ E / 41.644227°N,1.510746°E ca:Mas Gelabert-Balç d'en Fitó, 08289                               | bé integrant del patrimoni cultural català | Molí del Gelabert            | Modifica les dades a Wikidata |
|        | Molí del Madora                  | Copons   | molí d'aigua | Estil: arquitectura popular              | 41° 38′ 13″ N, 1° 31′ 02″ E / 41.636856°N,1.517086°E                                                                     | bé integrant del patrimoni cultural català | Molí del Madora              | Modifica les dades a Wikidata |
|        | Molí del Mig de Copons           | Copons   | molí d'aigua | Estil: arquitectura popular              | 41° 38′ 15″ N, 1° 30′ 59″ E / 41.637518°N,1.516252°E                                                                     | bé integrant del patrimoni cultural català | Molí del Mig de Copons       | Modifica les dades a Wikidata |
|        | Molí del Mig de Mas Lloretó      | Copons   | molí d'aigua | Estil: arquitectura popular              | | bé integrant del patrimoni cultural català |                              | Modifica les dades a Wikidata |
|        | Molí del Vilella                 | Copons   | molí d'aigua | Estil: arquitectura popular 17th century | 41° 38′ 56″ N, 1° 30′ 34″ E / 41.648997°N,1.509326°E ca:Carretera BV-1005, km 2, esquerra de la riera de Veciana 47 msnm | bé integrant del patrimoni cultural català | Molí del Vilella             | Modifica les dades a Wikidata |
|        | molí del Plomissó                | Copons   | molí d'aigua | Estil: arquitectura popular              | | bé integrant del patrimoni cultural català |                              | Modifica les dades a Wikidata |

## muntanya
| imatge | Nom                  | Ubicat a     | instància de | Detalls | coordenades                                                                                                  | Protecció | Commons (més fotos) | Dades a WD                    |
| ------ | -------------------- | ------------ | ------------ | ------- | --- | --------- | ------------------- | ----------------------------- |
|        | Montpaó              | Copons Jorba | muntanya     |         | 41° 37′ 51″ N, 1° 30′ 14″ E / 41.63074722°N,1.50385556°E 601.2 msnm                                          |           |                     | Modifica les dades a Wikidata |
|        | Turó de Sant Gregori | Copons       | muntanya     |         | 41° 38′ 50″ N, 1° 29′ 48″ E / 41.64729722°N,1.49665278°E 586.5 msnm                                          |           |                     | Modifica les dades a Wikidata |
|        | el Morinyol          | Copons       | muntanya     |         | 41° 38′ 47″ N, 1° 31′ 00″ E / 41.64649444°N,1.51653056°E ca:Al nord del nucli urbà de Copons, 08289 577 msnm |           | El Morinyol         | Modifica les dades a Wikidata |

## nucli de població
| imatge | Nom                 | Ubicat a | instància de      | Detalls | coordenades                                                        | Protecció | Commons (més fotos) | Dades a WD                    |
| ------ | ------------------- | -------- | ----------------- | ------- | ------------------------------------------------------------------ | --------- | ------------------- | ----------------------------- |
|        | Sant Pere de Copons | Copons   | nucli de població |         | 41° 39′ 01″ N, 1° 31′ 44″ E / 41.65032761225°N,1.528986732482°E    |           |                     | Modifica les dades a Wikidata |
|        | Viladases           | Copons   | nucli de població |         | 41° 38′ 16″ N, 1° 29′ 49″ E / 41.637818019793°N,1.49691518733814°E |           |                     | Modifica les dades a Wikidata |

## pont
| imatge | Nom                         | Ubicat a | instància de | Detalls                       | coordenades                                                                                               | Protecció | Commons (més fotos) | Dades a WD                    |
| ------ | --------------------------- | -------- | ------------ | ----------------------------- | --- | --------- | ------------------- | ----------------------------- |
|        | Pont d'accés a Copons       | Copons   | pont         | 20th century Estat: bon estat | 41° 38′ 04″ N, 1° 31′ 10″ E / 41.6344°N,1.5194°E ca:Carretera de Ponts C-1412az, 08289 413 msnm           |           |                     | Modifica les dades a Wikidata |
|        | Pont de Sant Pere de Copons | Copons   | pont         | 20th century Estat: bon estat | 41° 38′ 51″ N, 1° 31′ 19″ E / 41.64741°N,1.52192°E ca:Camí de Sant Pere de Copons, 08289 457 msnm         |           |                     | Modifica les dades a Wikidata |
|        | Pont de Viladases           | Copons   | pont         | Estat: bon estat              | 41° 37′ 59″ N, 1° 29′ 47″ E / 41.6331003794061°N,1.49637651603793°E ca:Torrent de Viladases, 08289        |           |                     | Modifica les dades a Wikidata |
|        | Pont del Bel                | Copons   | pont         | Estat: bon estat              | 41° 37′ 37″ N, 1° 31′ 27″ E / 41.6269948574778°N,1.52426055560257°E ca:Rasa del Bel                       |           |                     | Modifica les dades a Wikidata |
|        | Pont del torrent Boter      | Copons   | pont         | 20th century Estat: bon estat | 41° 38′ 34″ N, 1° 30′ 40″ E / 41.64272°N,1.51104°E ca:Carretera BV-1005, km. 1,1, 08289 467 msnm          |           |                     | Modifica les dades a Wikidata |
|        | Pont dels Nocs              | Copons   | pont         | Estat: bon estat              | 41° 37′ 34″ N, 1° 31′ 21″ E / 41.62618°N,1.52254°E ca:Paratge dels Nocs-Pla de les Vinyes, 08289 398 msnm |           |                     | Modifica les dades a Wikidata |
|        | Pont sota el pla de Simeó   | Copons   | pont         | 20th century Estat: bon estat | 41° 38′ 26″ N, 1° 30′ 48″ E / 41.64045°N,1.51346°E ca:Carretera BV-1005, km. 0,7, 08289 444 msnm          |           |                     | Modifica les dades a Wikidata |

## serra
| imatge | Nom                | Ubicat a | instància de | Detalls | coordenades                                                         | Protecció | Commons (més fotos) | Dades a WD                    |
| ------ | ------------------ | -------- | ------------ | ------- | ------------------------------------------------------------------- | --------- | ------------------- | ----------------------------- |
|        | Serra de Can Vidal | Copons   | serra        |         | 41° 39′ 47″ N, 1° 32′ 04″ E / 41.66293611°N,1.53437639°E 632.4 msnm |           |                     | Modifica les dades a Wikidata |
|        | serra de Cal Queta | Copons   | serra        |         | 41° 39′ 09″ N, 1° 31′ 00″ E / 41.65246083°N,1.51678028°E 591.1 msnm |           |                     | Modifica les dades a Wikidata |

## Misc
| imatge | Nom                           | Ubicat a     | instància de                                   | Detalls                                  | coordenades                                                                                  | Protecció                                  | Commons (més fotos)   | Dades a WD                    |
| ------ | ----------------------------- | ------------ | ---------------------------------------------- | ---------------------------------------- | -------------------------------------------------------------------------------------------- | ------------------------------------------ | --------------------- | ----------------------------- |
|        | Copons                        | Copons       | entitat singular de població capital municipal | 352 hab                                  | 41° 38′ 11″ N, 1° 31′ 08″ E / 41.63650056°N,1.51884426°E 430 msnm                            |                                            |                       | Modifica les dades a Wikidata |
|        | El Gorg Salat                 | Copons Jorba | indret                                         | Superfície: 4.04ha                       | 41° 37′ 18″ N, 1° 31′ 40″ E / 41.6216°N,1.5278°E                                             |                                            |                       | Modifica les dades a Wikidata |
|        | Escales del Pla de Missa      | Copons       | mobiliari urbà                                 |                                          | 41° 38′ 11″ N, 1° 31′ 10″ E / 41.63652°N,1.51932°E ca:Pla de Missa-Carretera de Ponts, 08289 |                                            |                       | Modifica les dades a Wikidata |
|        | Inloft                        | Copons       | residència creativa centre cultural            | 2021                                     | 41° 38′ 16″ N, 1° 30′ 56″ E / 41.6376636°N,1.5156586°E                                       |                                            |                       | Modifica les dades a Wikidata |
|        | Llinda de porta de cal Tabola | Copons       | llinda                                         | Estil: barroc                            | 41° 38′ 15″ N, 1° 31′ 04″ E / 41.637603°N,1.517898°E                                         | bé integrant del patrimoni cultural català | Cal Tabola            | Modifica les dades a Wikidata |
|        | Montpeo                       | Copons       | vèrtex geodèsic                                | Alt: 1.2m                                | 41° 37′ 51″ N, 1° 30′ 14″ E / 41.630705°N,1.503837°E 603.633 msnm                            |                                            |                       | Modifica les dades a Wikidata |
|        | Plaça Major de Copons         | Copons       | plaça                                          | Estil: arquitectura popular              | 41° 38′ 13″ N, 1° 31′ 03″ E / 41.637°N,1.51745°E 422 msnm                                    | bé integrant del patrimoni cultural català | Plaça Major de Copons | Modifica les dades a Wikidata |
|        | casa consistorial de Copons   | Copons       | casa consistorial                              | 20th century                             | 41° 38′ 12″ N, 1° 31′ 07″ E / 41.6365402°N,1.5187046°E ca:Carrer d'Àngel Guimerà, 8, 08289   |                                            |                       | Modifica les dades a Wikidata |
|        | castell de Copons             | Copons       | castell                                        | Estat: enderrocat o destruït             |                                                                                              | bé d'interès cultural                      |                       | Modifica les dades a Wikidata |
|        | font del Pla de Missa         | Copons       | font                                           |                                          | 41° 38′ 11″ N, 1° 31′ 09″ E / 41.63641°N,1.51923°E ca:Pla de Missa, 08289                    |                                            |                       | Modifica les dades a Wikidata |
|        | rectoria de Copons            | Copons       | rectoria                                       | Estil: arquitectura popular 18th century | 41° 38′ 11″ N, 1° 31′ 09″ E / 41.6365°N,1.51918°E ca:Carrer Vilanova, 3 430 msnm             | bé cultural d'interès local                | Rectoria de Copons    | Modifica les dades a Wikidata |